# SVO Schinnen
SVO Schinnen is een sportvereniging uit het Limburgse dorp Oirsbeek (gemeente Beekdaelen). Het is de grootste sportvereniging binnen deze gemeente. De officiële naam is S.V. Oirsbeek en staat voor Sport Vereniging Oirsbeek.
SVO Schinnen heeft ruim 600 leden. De vereniging biedt verschillende soorten sporten aan. Ze hebben drie verschillende afdelingen, namelijk turnen, budo en dans en fitness.

## Turnen
De turnsport-afdeling van SVO Schinnen heeft afdelingen in Oirsbeek, Puth en Schinnen. Enkele van de aangeboden varianten zijn kleutergymnastiek, recreatief turnen, selectieturnen (in competitieverband), minitrampoline, maar ook gymnastiek speciaal voor dames, voor ouderen en voor mensen met een chronische aandoening.

## Judo
Naast de verschillende turn- en gymnastiekvormen wordt er binnen SVO Schinnen ook judo beoefend, zowel als recreatiesport als in competitieverband.

## Dans en fitness
Naast turnen en budo, biedt SVO ook dans en fitness aan. Hierbij kan er gekozen worden uit de volgende activiteiten:
- Bewust bewegen
- Yoga
- Zumba
- Scala
- Galm
- Jazz dance
- Bewegen en ontspannen

## Geschiedenis
De sportvereniging is opgericht op 14 september 1939 onder de naam R.K. Gymnastiekvereniging "O.G.V." (Oirsbeekse Gymnastiek vereniging).